# 克塞尔马梅尼勒
克塞尔马梅尼勒（法語：Xermaménil，法語發音：[ɡzɛʁmamenil]）是法国默尔特-摩泽尔省的一个市镇，属于吕内维尔区。

## 地理
克塞尔马梅尼勒（48°31'56"N, 6°27'46"E）面积10.84 平方千米，位于法国大東部大區默尔特-摩泽尔省，该省份为法国东北部内陆省份，是洛林的一部分，北邻比利时、卢森堡，北起顺时针与摩泽尔省、下莱茵省、孚日省和默兹省接壤。
与克塞尔马梅尼勒接壤的市镇（或旧市镇、城区）包括：热贝维莱、埃里梅尼勒、拉马特、默尔特河畔蒙、雷安维莱。
克塞尔马梅尼勒的时区为UTC+01:00、UTC+02:00（夏令时）。

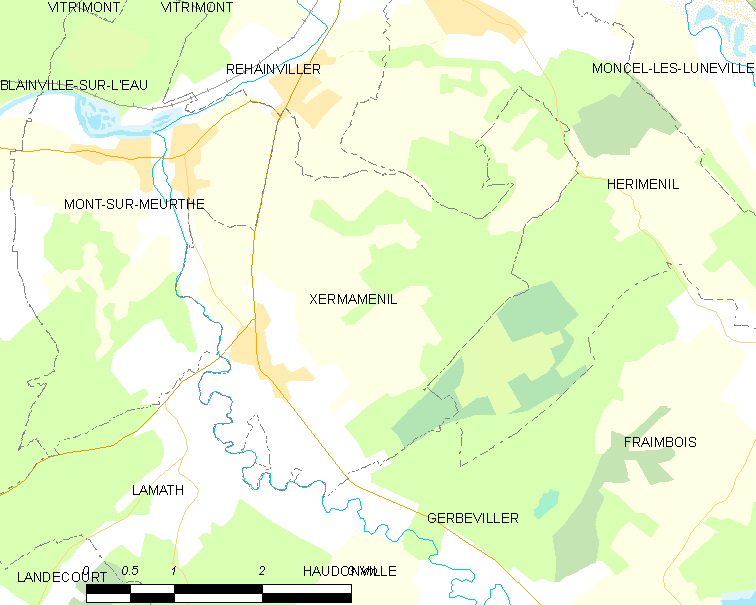
克塞尔马梅尼勒的OSM定位图

## 行政
克塞尔马梅尼勒的邮政编码为54300，INSEE市镇编码为54595。

## 政治
克塞尔马梅尼勒所属的省级选区为吕内维尔第二县。

## 人口

1962-2008年间克塞尔马梅尼勒人口变化图示

克塞尔马梅尼勒于2022年1月1日时的人口数量为552人。